# Синиша Михайлович
Си́ниша Миха́йлович (серб. Siniša_Mihajlović / Синиша Михајловић; 20 лютого 1969, Вуковар — 16 грудня 2022, Рим) — сербський футболіст, грав на позиціях півзахисника і захисника. У 2006 році завершив кар'єру гравця і відтоді перебував на тренерській роботі.
Йому належить рекорд Серії «A» за кількістю голів, забитих ударами зі штрафних — 28. Цікаво, що в одному з матчів Серії «A» (за «Лаціо» у ворота «Сампдорії») він забив три голи зі штрафних, що також є співрекордом разом із Джузеппе Сіньйорі.

## Біографія

### Ігрова кар'єра
Михайлович народився у Вуковарі і виріс в його районі Борово, де почав грати в футбол у команді НК «Борово». Професіональну кар'єру розпочав у ФК «Воєводина», звідки в січні 1991 року перейшов до «Црвени Звєзди», у складі якої виграв Кубок європейських чемпіонів, причому забив один з післяматчових пенальті у ворота «Марселя» в фінальному матчі. А в півфіналі він зі штрафного забив ключовий гол у ворота «Баварії». Разом з «Црвеною Звєздою» Михайлович завоював ще й Міжконтинентальний кубок.
В 1992 році Михайлович переїхав до Італії, де виступав за «Рому», «Сампдорію», «Лаціо» та «Інтер». Найуспішнішими для нього стали виступи за римський «Лаціо», з яким Синиша виграв Серію «A», Кубок Італії, Кубок володарів кубків, Суперкубок Італії і Суперкубок УЄФА. У 2004 році Михайлович прийняв запрошення свого друга Роберто Манчіні і перейшов до міланського «Інтера», з яким завоював ще декілька трофеїв. 9 квітня 2006 року в ворота «Асколі» він забив свій останній гол зі штрафного в чемпіонаті Італії, 27-й за ліком, що є абсолютним рекордом Серії «A».
Батько Михайловича, Богдан — серб, а мати, Вікторія — хорватка, тому після розпаду Югославії Синиша міг виступати або за збірну Хорватії, або за збірну Союзної Республіки Югославія (зараз Сербія). Він вибрав останню, бо завжди вважав себе більше сербом, ніж хорватом. Михайлович був у складі «золотої» югославської команди, яка виграла в 1987 році молодіжний Чемпіонат світу в Чилі. В тій команді сяяли такі зірки, як Просінечки, Бобан, Міятович, Брнович, Штимаць і Ярні, однак через війну і розкол країни ця команда не змогла до кінця зреалізувати себе.
Синиша Михайлович зіграв 63 матчі і забив 10 голів за збірну Югославії. Він взяв участь у Чемпіонаті світу 1998 року у Франції і Євро-2000 в Бельгії та Нідерландах. У 2001 році Михайлович завершив виступи за збірну.

### Тренерська кар'єра
Михайлович завершив кар'єру гравця в кінці сезону 2005/06, але залишився в футболі, прийнявши запрошення Роберто Манчіні стати його помічником в «Інтері». 29 травня 2008 року разом з Манчіні пішов з «Інтера». На початку листопада 2008 року був призначений головним тренером «Болоньї». 14 квітня 2009 року він був звільнений з посади після домашньої поразки від «Сієни» (1:4). 8 грудня 2009 року Михайлович очолив «Катанію». 25 травня 2010 року Михайлович пішов у відставку, пояснивши це тим, що бажає професійно зростати в амбіційніших клубах.
2 червня 2010 року Михайлович очолив «Фіорентину». У першому сезоні з новим тренером флорентійська команда посіла пристойне 9-е місце в чемпіонаті, проте наступного сезону її старт був досить невдалим і вже в листопаді 2011 року сербського тренера було відправлено у відставку.
З травня 2012 року був головним тренером збірної Сербії, з якою не зміг вирішити задачу виходу на чемпіонат світу 2014, посівши лише третє місце у групі після збірної Бельгії і непримиримих суперників хорватів.
В листопаді 2013 року був представлений головним тренером добре відомої йому по виступам на футбольному полі «Сампдорії». Контракт з тренером було укладено до кінця сезону з можливим подовженням, обов'язковою умовою якого було збереження прописки клубу в елітному дивізіоні італійського футболу. З цим завданням Михайлович добре впорався (12 місце в сезоні 2013—2014), тож його контракт з клубом було подовжено ще на один сезон. Наступного сезону очолювана Михайловичем генуезька команда продовжила прогресувати і завершила його на сьомому місці турнірної таблиці, отримавши право виступів у Лізі Європи.
Втім, попри досягнутий успіх, 1 червня 2015 року серб оголосив, що по завершенні контракту залишає «Сампдорію». А вже за два тижні його було представлено як головного тренера «Мілана», команди, яка традиційно вважалася одним з лідерів італійського футболу, проте протягом двох попередніх сезонів не могла потрапити навіть до зони єврокубків, фінішувавши відповідно на 8 і 10 місцях в Серії А. Проте і у Михайловича робота в міланському клубі не склалася, через що вже 12 квітня 2016 року він був звільнений з посади. На той момент «россо-нері» на 6 місці в Серії А після 32-го туру, а також команда вийшла у фінал Кубка Італії.
25 травня 2016 року був призначений головним тренером «Торіно» терміном на два роки. 4 січня 2018, після поразки від «Ювентуса» в кубковому матчі, звільнений з посади.
У червні 2018 року новою командою сербського фахівця став лісабонський «Спортінг», проте у цьому клубі Михайловичу судилося пропрацювати лише дев'ять днів, після чого у клубі змінилося керівництво і тренерський штаб було звільнено.
28 січня 2019 року змінив Філіппо Індзагі на посаді головного тренера «Болоньї», повернувшись до клубу, в якому десятиріччям раніше починав самостійну тренерську роботу. Сербу вдалося покращити результати команди і вона, здобувши 30 очок у 17 матчах Серії A, що лишалися, із запасом вирішила завдання збереження прописки у найвищому італійському дивізіоні.
13 липня 2019 року Михайлович на прес-конференції оголосив, що в нього діагностована лейкемія, при цьому спортивний директор «Болоньї» Вальтер Сабатіні зазначив, що тренер залишається працювати з командою клубу попри стан здоров'я. Михайлович був звільнений 6 вересня 2022 року після того, як «Болонья» здобула три очки в перших п’яти матчах Серії А, покинувши команду після трьох з половиною років перебування в клубі.

### Особисте життя і смерть
Михайлович був одружений з Аріанною Рапаччоні, колишньою італійською телеведучою, з якою мав п'ятеро дітей — три сини і дві дочки. 13 липня 2019 року Михайлович публічно оголосив, що у нього діагностовано гостру форму лейкемії. Після трьох курсів хіміотерапії йому зробили трансплантацію кісткового мозку.
У жовтні 2021 року він став дідусем, після того як його донька Вірджинія народила дочку. Батько — Алессандро Вольякко, тодішній гравець «Беневенто».
Михайлович помер 16 грудня 2022 року в римській клініці внаслідок ускладнень лейкемії. Йому було 53 роки.

## Статистика

### Статистика клубних виступів
| Сезон                      | Команда                    | Чемпіонат                  | Чемпіонат | Чемпіонат | Національний кубок | Національний кубок | Національний кубок | Континентальні кубки | Континентальні кубки | Континентальні кубки | Інші змагання | Інші змагання | Інші змагання | Усього | Усього |
| Сезон                      | Команда                    | Ліга                       | Ігор      | Голів     | Ліга               | Ігор               | Голів              | Ліга                 | Ігор                 | Голів                | Ліга          | Ігор          | Голів         | Ігор   | Голів  |
| -------------------------- | -------------------------- | -------------------------- | --------- | --------- | ------------------ | ------------------ | ------------------ | -------------------- | -------------------- | -------------------- | ------------- | ------------- | ------------- | ------ | ------ |
| 1988–89                    | «Воєводина»                | ЧЮ                         | 31        | 4         | КЮ                 | ?                  | ?                  | -                    | -                    | -                    | -             | -             | -             | 31+    | 4+     |
| 1989–90                    | «Воєводина»                | ЧЮ                         | 28        | 11        | КЮ                 | ?                  | ?                  | КЧ                   | 2                    | 1                    | -             | -             | -             | 30+    | 12+    |
| 1990-січ. 1991             | «Воєводина»                | ЧЮ                         | 14        | 4         | КЮ                 | ?                  | ?                  | -                    | -                    | -                    | -             | -             | -             | 14+    | 4+     |
| Усього за «Воєводину»      | Усього за «Воєводину»      | Усього за «Воєводину»      | 73        | 19        |                    | ?                  | ?                  |                      | 2                    | 1                    |               | -             | -             | 75+    | 20+    |
| січ.-черв. 1991            | «Црвена Звезда»            | ЧЮ                         | 14        | 1         | КЮ                 | ?                  | ?                  | КЧ                   | 5                    | 1                    | -             | -             | -             | 19+    | 2+     |
| 1991–92                    | «Црвена Звезда»            | ЧЮ                         | 24        | 8         | КЮ                 | ?                  | ?                  | КЧ                   | 10                   | 5                    | СУ+МКК        | 1+1           | 0+0           | 36+    | 13+    |
| Усього за «Црвену Звезду»  | Усього за «Црвену Звезду»  | Усього за «Црвену Звезду»  | 38        | 9         |                    | ?                  | ?                  |                      | 15                   | 6                    |               | 2             | 0             | 55+    | 15+    |
| 1992–93                    | «Рома»                     | A                          | 29        | 1         | КІ                 | 7                  | 5                  | КУЄФА                | 5                    | 1                    | -             | -             | -             | 41     | 7      |
| 1993–94                    | «Рома»                     | A                          | 25        | 0         | КІ                 | 3                  | 0                  | -                    | -                    | -                    | -             | -             | -             | 28     | 0      |
| Усього за «Рому»           | Усього за «Рому»           | Усього за «Рому»           | 54        | 1         |                    | 10                 | 5                  |                      | 5                    | 1                    |               | -             | -             | 69     | 7      |
| 1994–95                    | «Сампдорія»                | A                          | 25        | 3         | КІ                 | 2                  | 0                  | КВК                  | 6                    | 1                    | СІ            | 1             | 1             | 34     | 5      |
| 1995–96                    | «Сампдорія»                | A                          | 30        | 4         | КІ                 | 2                  | 0                  | -                    | -                    | -                    | -             | -             | -             | 32     | 4      |
| 1996–97                    | «Сампдорія»                | A                          | 28        | 2         | КІ                 | 1                  | 0                  | -                    | -                    | -                    | -             | -             | -             | 29     | 2      |
| 1997–98                    | «Сампдорія»                | A                          | 27        | 3         | КІ                 | 4                  | 1                  | КУЄФА                | 2                    | 0                    | -             | -             | -             | 33     | 4      |
| Усього за «Сампдорію»      | Усього за «Сампдорію»      | Усього за «Сампдорію»      | 110       | 12        |                    | 9                  | 1                  |                      | 8                    | 1                    |               | 1             | 1             | 128    | 15     |
| 1998–99                    | «Лаціо»                    | A                          | 30        | 8         | КІ                 | 4                  | 1                  | КВК                  | 9                    | 0                    | СІ            | 1             | 0             | 44     | 9      |
| 1999–00                    | «Лаціо»                    | A                          | 26        | 6         | КІ                 | 7                  | 4                  | ЛЧ                   | 12                   | 3                    | СУ            | 1             | 0             | 46     | 13     |
| 2000–01                    | «Лаціо»                    | A                          | 18        | 4         | КІ                 | 2                  | 1                  | ЛЧ                   | 8                    | 2                    | СІ            | 1             | 1             | 29     | 8      |
| 2001–02                    | «Лаціо»                    | A                          | 6         | 0         | КІ                 | 2                  | 0                  | ЛЧ                   | 2                    | 0                    | -             | -             | -             | 10     | 0      |
| 2002–03                    | «Лаціо»                    | A                          | 21        | 1         | КІ                 | 1                  | 0                  | КУЄФА                | 6                    | 0                    | -             | -             | -             | 28     | 1      |
| 2003–04                    | «Лаціо»                    | A                          | 25        | 1         | КІ                 | 6                  | 0                  | ЛЧ                   | 5                    | 1                    | -             | -             | -             | 36     | 2      |
| Усього за «Лаціо»          | Усього за «Лаціо»          | Усього за «Лаціо»          | 126       | 20        |                    | 22                 | 6                  |                      | 42                   | 6                    |               | 3             | 1             | 193    | 33     |
| 2004–05                    | «Інтернаціонале»           | A                          | 20        | 4         | КІ                 | 6                  | 1                  | ЛЧ                   | 4                    | 0                    | -             | -             | -             | 30     | 5      |
| 2005–06                    | «Інтернаціонале»           | A                          | 5         | 1         | КІ                 | 5                  | 0                  | ЛЧ                   | 3                    | 0                    | СІ            | 0             | 0             | 13     | 1      |
| Усього за «Інтернаціонале» | Усього за «Інтернаціонале» | Усього за «Інтернаціонале» | 25        | 5         |                    | 11                 | 1                  |                      | 7                    | 0                    |               | 0             | 0             | 43     | 6      |
| Усього за кар'єру          | Усього за кар'єру          | Усього за кар'єру          | 426       | 66        |                    | 52+                | 13+                |                      | 79                   | 15                   |               | 6             | 2             | 563+   | 96+    |

### Статистика виступів за збірну
| Дата       | Місто      | Господарі         | Результат | Гості             | Турнір            | Голи | Примітки |
| ---------- | ---------- | ----------------- | --------- | ----------------- | ----------------- | ---- | -------- |
| 16-5-1991  | Белград    | Югославія         | 7 – 1     | Фарерські острови | Відбір до ЧЄ 1992 | -    |          |
| 16-10-1991 | Ландскруна | Фарерські острови | 0 – 2     | Югославія         | Відбір до ЧЄ 1992 | -    | 64'      |
| 30-10-1991 | Варжинья   | Бразилія          | 3 – 1     | Югославія         | товариський матч  | -    | 46'      |
| 13-11-1991 | Відень     | Австрія           | 0 – 2     | Югославія         | Відбір до ЧЄ 1992 | -    |          |
| Усього     |            | Матчів            | 4         |                   | Голів             | 0    |          |

| Дата       | Місто             | Господарі            | Результат               | Гості             | Турнір                | Голи | Примітки          |
| ---------- | ----------------- | -------------------- | ----------------------- | ----------------- | --------------------- | ---- | ----------------- |
| 23-12-1994 | Порту-Алегрі      | Бразилія             | 2 – 0                   | Югославія         | товариський матч      | -    | 57'               |
| 27-12-1994 | Буенос-Айрес      | Аргентина            | 1 – 0                   | Югославія         | товариський матч      | -    | 8', 88'           |
| 31-5-1995  | Белград           | Югославія            | 1 – 2                   | Росія             | товариський матч      | -    |                   |
| 12-11-1995 | Сан-Сальвадор     | Сальвадор            | 1 – 4                   | Югославія         | товариський матч      | 1    | 83'               |
| 15-11-1995 | Монтеррей         | Мексика              | 1 – 4                   | Югославія         | товариський матч      | 1    | 77'               |
| 27-3-1996  | Белград           | Югославія            | 1 – 0                   | Румунія           | товариський матч      | -    |                   |
| 24-4-1996  | Белград           | Югославія            | 3 – 1                   | Фарерські острови | Відбір до ЧС 1998     | -    | 33' 40'           |
| 23-5-1996  | Сідзуока          | Мексика              | 0 – 0                   | Югославія         | товариський матч      | -    |                   |
| 26-5-1996  | Токіо             | Японія               | 1 – 0                   | Югославія         | товариський матч      | -    |                   |
| 2-6-1996   | Белград           | Югославія            | 6 – 0                   | Мальта            | Відбір до ЧС 1998     | -    |                   |
| 6-10-1996  | Тофтір            | Фарерські острови    | 1 – 8                   | Югославія         | Відбір до ЧС 1998     | -    |                   |
| 10-11-1996 | Белград           | Югославія            | 1 – 0                   | Чехія             | Відбір до ЧС 1998     | -    | 44'               |
| 7-2-1997   | Гонконг           | Росія                | 1 – 1 д.ч. (5 – 4 п.п.) | Югославія         | товариський матч      | -    |                   |
| 10-2-1997  | Гонконг           | Гонконг              | 1 – 3                   | Югославія         | товариський матч      | -    |                   |
| 12-3-1997  | Белград           | Югославія            | 0 – 0                   | Росія             | товариський матч      | -    |                   |
| 2-4-1997   | Прага             | Чехія                | 1 – 2                   | Югославія         | Відбір до ЧС 1998     | -    | 13'               |
| 30-4-1997  | Белград           | Югославія            | 1 – 1                   | Іспанія           | Відбір до ЧС 1998     | -    | 58' 70'           |
| 8-6-1997   | Белград           | Югославія            | 2 – 0                   | Словаччина        | Відбір до ЧС 1998     | -    |                   |
| 10-9-1997  | Братислава        | Словаччина           | 1 – 1                   | Югославія         | Відбір до ЧС 1998     | 1    |                   |
| 11-10-1997 | Та-Калі           | Мальта               | 0 – 5                   | Югославія         | Відбір до ЧС 1998     | 1    |                   |
| 29-10-1997 | Будапешт          | Угорщина             | 1 – 7                   | Югославія         | Відбір до ЧС 1998     | -    |                   |
| 15-11-1997 | Белград           | Югославія            | 5 – 0                   | Угорщина          | Відбір до ЧС 1998     | -    |                   |
| 25-3-1998  | Богота            | Колумбія             | 0 – 0                   | Югославія         | товариський матч      | -    |                   |
| 22-4-1998  | Белград           | Югославія            | 3 – 1                   | Південна Корея    | товариський матч      | -    |                   |
| 29-5-1998  | Белград           | Югославія            | 3 – 0                   | Нігерія           | товариський матч      | -    |                   |
| 3-6-1998   | Лозанна           | Югославія            | 1 – 0                   | Японія            | товариський матч      | 1    |                   |
| 6-6-1998   | Базель            | Швейцарія            | 1 – 1                   | Югославія         | товариський матч      | -    |                   |
| 14-6-1998  | Сент-Етьєн        | Югославія            | 1 – 0                   | Іран              | ЧС 1998 - 1-й етап    | 1    |                   |
| 21-6-1998  | Ланс (Па-де-Кале) | Німеччина            | 2 – 2                   | Югославія         | ЧС 1998 - 1-й етап    | -    |                   |
| 25-6-1998  | Нант              | США                  | 0 – 1                   | Югославія         | ЧС 1998 - 1-й етап    | -    |                   |
| 29-6-1998  | Тулуза            | Югославія            | 1 – 2                   | Нідерланди        | ЧС 1998 - 1/8 фіналу  | -    | 78'               |
| 2-9-1998   | Ниш               | Югославія            | 1 – 1                   | Швейцарія         | товариський матч      | -    | 38'               |
| 18-11-1998 | Белград           | Югославія            | 1 – 0                   | Ірландія          | Відбір до ЧЄ 2000     | -    |                   |
| 10-2-1999  | Та-Калі           | Мальта               | 0 – 3                   | Югославія         | Відбір до ЧЄ 2000     | -    |                   |
| 18-8-1999  | Белград           | Югославія            | 0 – 0                   | Хорватія          | Відбір до ЧЄ 2000     | -    |                   |
| 1-9-1999   | Дублін            | Ірландія             | 2 – 1                   | Югославія         | Відбір до ЧЄ 2000     | -    | 69'               |
| 8-9-1999   | Скоп'є            | Північна Македонія   | 2 – 4                   | Югославія         | Відбір до ЧЄ 2000     | -    |                   |
| 9-10-1999  | Загреб            | Хорватія             | 2 – 2                   | Югославія         | Відбір до ЧЄ 2000     | -    | 32'               |
| 23-2-2000  | Скоп'є            | Північна Македонія   | 1 – 2                   | Югославія         | товариський матч      | -    | 46'               |
| 28-3-2000  | Белград           | Югославія            | 1 – 0                   | КНР               | товариський матч      | -    | 46'               |
| 13-6-2000  | Шарлеруа          | Югославія            | 3 – 3                   | Словенія          | ЧЄ 2000 - 1-й етап    | -    | 54', 59'          |
| 21-6-2000  | Брюгге            | Іспанія              | 4 – 3                   | Югославія         | ЧЄ 2000 - 1-й етап    | -    |                   |
| 25-6-2000  | Роттердам         | Нідерланди           | 6 – 1                   | Югославія         | ЧЄ 2000 - чвертьфінал | -    |                   |
| 15-11-2000 | Бухарест          | Румунія              | 2 – 1                   | Югославія         | товариський матч      | 1    | 89'               |
| 24-3-2001  | Белград           | Югославія            | 1 – 1                   | Швейцарія         | Відбір до ЧС 2002     | 1    | кап.              |
| 28-3-2001  | Любляна           | Словенія             | 1 – 1                   | Югославія         | Відбір до ЧС 2002     | -    | кап.              |
| 25-4-2001  | Белград           | Югославія            | 0 – 1                   | Росія             | Відбір до ЧС 2002     | -    | кап.              |
| 2-6-2001   | Москва            | Росія                | 1 – 1                   | Югославія         | Відбір до ЧС 2002     | -    |                   |
| 6-6-2001   | Тофтір            | Фарерські острови    | 0 – 6                   | Югославія         | Відбір до ЧС 2002     | -    |                   |
| 15-8-2001  | Белград           | Югославія            | 2 – 0                   | Фарерські острови | Відбір до ЧС 2002     | 1    |                   |
| 13-2-2002  | Фінікс            | Мексика              | 1 – 2                   | Югославія         | товариський матч      | -    | 42' 70'           |
| 27-3-2002  | Форталеза         | Бразилія             | 1 – 0                   | Югославія         | товариський матч      | -    | 68' 74'           |
| 8-5-2002   | Іст-Ратерфорд     | Еквадор              | 1 – 0                   | Югославія         | товариський матч      | -    |                   |
| 17-5-2002  | Москва            | Україна              | 2 – 0                   | Югославія         | товариський матч      | -    | кап. 90+1', 90+2' |
| 21-8-2002  | Сараєво           | Боснія і Герцеговина | 0 – 2                   | Югославія         | товариський матч      | -    | кап. 68'          |
| 12-10-2002 | Неаполь           | Італія               | 1 – 1                   | Югославія         | Відбір до ЧЄ 2004     | -    |                   |
| 16-10-2002 | Белград           | Югославія            | 2 – 0                   | Фінляндія         | Відбір до ЧЄ 2004     | 1    | 48'               |
| 20-11-2002 | Сен-Дені          | Франція              | 3 – 0                   | Югославія         | товариський матч      | -    | 42' 61'           |
| Усього     |                   | Матчів               | 58                      |                   | Голів                 | 10   |                   |

| Дата     | Місто   | Господарі | Результат | Гості                | Турнір            | Голи | Примітки |
| -------- | ------- | --------- | --------- | -------------------- | ----------------- | ---- | -------- |
| 7-6-2003 | Тампере | Фінляндія | 3 – 0     | Сербія та Чорногорія | Відбір до ЧЄ 2004 | -    | 26'      |
| Усього   |         | Матчів    | 1         |                      | Голів             | 0    |          |

### Тренерська статистика
| Команда       | Країна     | Початок роботи    | Закінчення роботи | Результати | Результати | Результати | Результати | Результати | Результати | Результати | Результати |
| Команда       | Країна     | Початок роботи    | Закінчення роботи | І          | В          | Н          | П          | ГЗ         | ГП         | РГ         | В %        |
| ------------- | ---------- | ----------------- | ----------------- | ---------- | ---------- | ---------- | ---------- | ---------- | ---------- | ---------- | ---------- |
| «Болонья»     | Італія     | 3 листопада 2008  | 14 квітня 2009    | 22         | 4          | 8          | 10         | 25         | 36         | −11        | 18,18      |
| «Катанія»     | Італія     | 8 грудня 2009     | 24 травня 2010    | 25         | 10         | 9          | 6          | 32         | 23         | +9         | 40,00      |
| «Фіорентіна»  | Італія     | 4 червня 2010     | 7 листопада 2011  | 52         | 18         | 18         | 16         | 66         | 56         | +10        | 34,62      |
| Збірна Сербії | Сербія     | 21 травня 2012    | 19 листопада 2013 | 19         | 7          | 4          | 8          | 28         | 21         | +7         | 36,84      |
| «Сампдорія»   | Італія     | 20 листопада 2013 | 1 червня 2015     | 69         | 26         | 23         | 20         | 93         | 87         | +6         | 37,68      |
| «Мілан»       | Італія     | 16 червня 2015    | 12 квітня 2016    | 38         | 19         | 10         | 9          | 57         | 37         | +20        | 50,00      |
| «Торіно»      | Італія     | 25 травня 2016    | 4 січня 2018      | 64         | 23         | 24         | 17         | 116        | 100        | +16        | 35,94      |
| «Спортінг»    | Португалія | 18 червня 2018    | 27 червня 2018    | 0          | 0          | 0          | 0          | 0          | 0          | +0         | —          |
| «Болонья»     | Італія     | 28 січня 2019     | 6 вересня 2022    | 142        | 46         | 38         | 58         | 196        | 228        | −32        | 32,39      |
| Разом         | Разом      | Разом             | Разом             | 431        | 153        | 134        | 144        | 613        | 588        | —          | 35,50      |

## Досягнення
- Володар Кубка європейських чемпіонів (1): 1991
- Володар Міжконтинентального кубка (1): 1991
- Володар Кубка володарів кубків (1): 1999
- Володар Суперкубка УЄФА (1): 1999

- Чемпіон Югославії (3): 1989, 1991, 1992
- Чемпіон Італії (2): 2000, 2006
- Володар Кубка Італії (4): 2000, 2004, 2005, 2006
- Володар Суперкубка Італії (3): 1998, 2000, 2005

- Найкращий футболіст Сербії (1): 1999